# گیزلا بیرکه‌مایر
گیزلا بیرکه‌مایر (انگلیسی: Gisela Birkemeyer؛ زاده ۲۲ دسامبر ۱۹۳۱) دونده دو با مانع اهل آلمان است.